# Nicolaus Otto von Pechlin
Nicolaus Otto rigsfriherre von Pechlin von Löwenbach (1752 – 1807) var en holstensk amtmand, far til Friedrich von Pechlin og Louise Augusta von Zytphen.
Overretsråd. Amtmand i Sønderborg og Nordborg amter samt på øen Ærø 9. februar 1784 - 20. januar 1790. Amtmand i Segeberg Amt 1790-96 samt administrator for grevskabet Rantzau.
Han var gift med Christiane Sophia Pollyxena Henriette født von Löwenstern (død 1795).
| Efterfulgte: Niels de Hofman    | Amtmand over Nordborg Amt 1784 - 1790   | Efterfulgtes af: Johann von Döring                  |
| Efterfulgte: Niels de Hofman    | Amtmand over Sønderborg Amt 1784 - 1790 | Efterfulgtes af: Johann von Döring                  |
| Efterfulgte: Andreas Schumacher | Amtmand over Segeberg Amt 1790 - 1796   | Efterfulgtes af: Christian Friedrich von Brockdorff |